# Edmond Daynes
Pour les articles homonymes, voir Daynes.
Edmond Daynes est un artiste peintre français né le 6 juillet 1895 dans le 5e arrondissement de Paris et mort le 19 septembre 1986 à Compiègne.

## Biographie

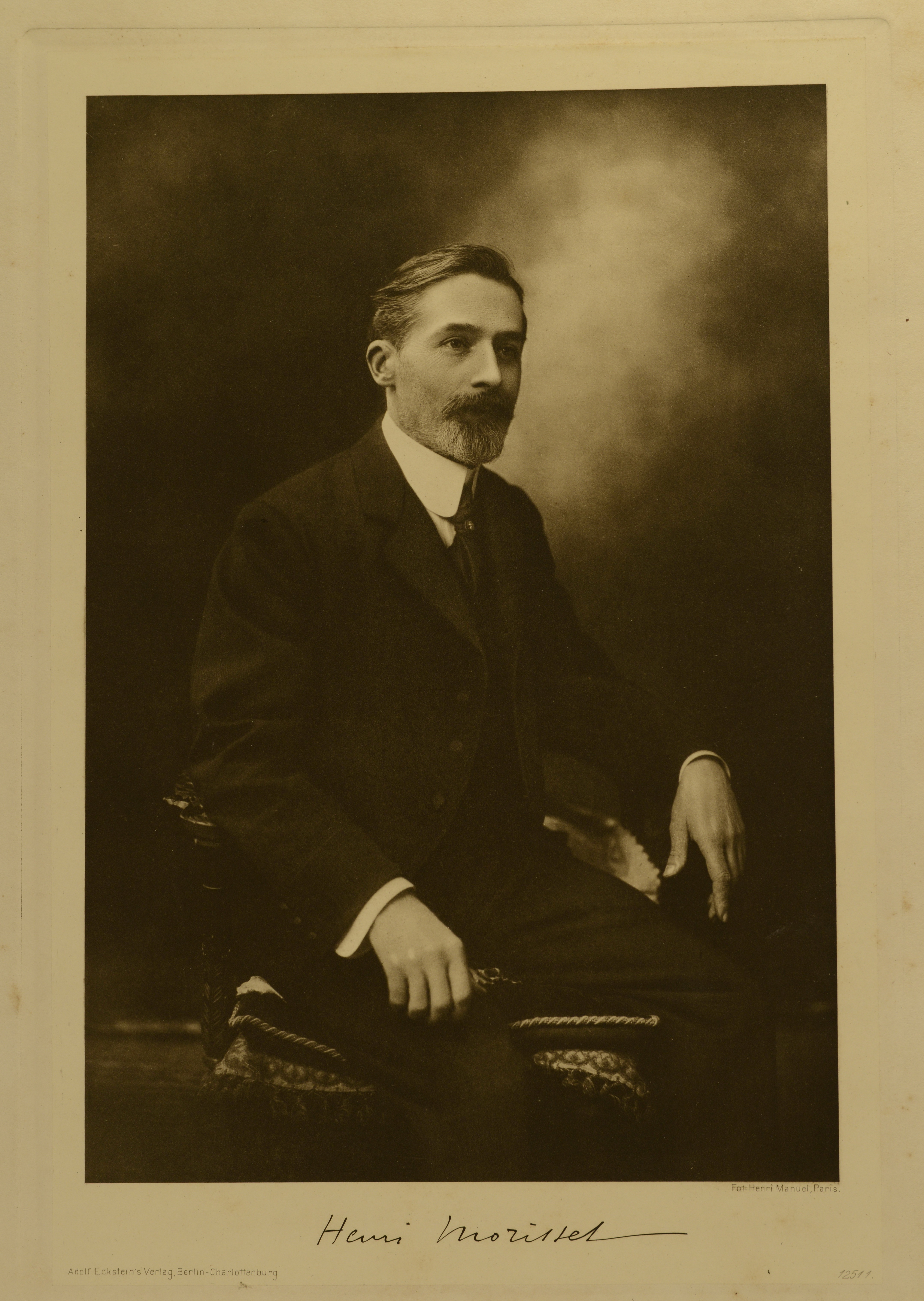
Henri Morisset, maître d'Edmond Daynes

Edmond Jean Pierre Daynes naît du mariage de Victor-Jean Daynes (1854-1938), peintre et lithographe natif de Colmar et habitué du Salon des Indépendants, et de Pauline Adèle Dejarny (1858-1904), dentellière native de Champs-sur-Marne. Sa grand-mère paternelle est l'artiste dramatique Brigide Daynes-Grassot (1832-1926),, sa sœur aînée la peintre et illustratrice Suzanne Daynes-Grassot (1884-1976).
Edmond Daynes est l'élève de Henri Morisset. Installé en 1925 au 115, rue Bolivar dans le 19e arrondissement de Paris, il épouse le 2 septembre 1929 Blanche Leyris à Gan (Pyrénées-Atlantiques), puis en secondes noces, le 1er octobre 1949, Reine Marguerite Perdu à Saint-Jean-aux-Bois où il va résider dans un second temps. Particulièrement attaché alors au département de l'Oise, il est membre (il en sera vice-président) de la Société pour la protection de la forêt de Compiègne. Sa peinture de paysages offre en privilégié des vues de villages de l'Oise (Saint-Jean-aux-Bois, Morienval, Croutoy, Villeneuve-sur-Verberie), mais également de Bretagne (Perros-Guirec, Guilvinec, ports du Pays Bigouden), de Normandie (Honfleur) ou des Vosges (L'église de Rainville).

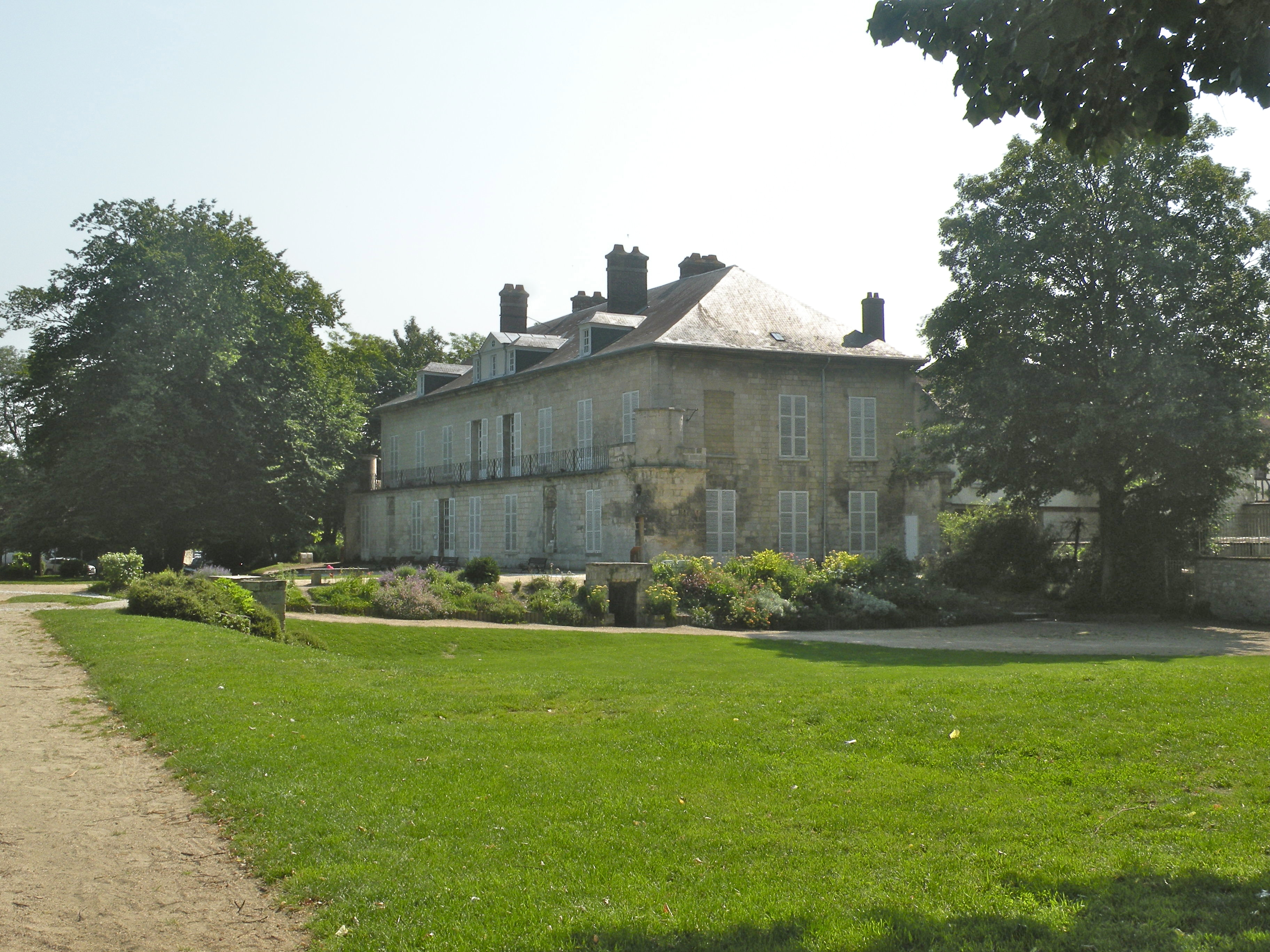
Le musée Antoine Vivenel, Compiègne

Les traits d'Edmond Daynes nous sont restitués dans un portrait brossé par Madeleine Baillat que conserve le Musée Antoine Vivenel de Compiègne.

## Expositions
- Salon des indépendants, Paris, ses participations commençant en 1931 pour s'étendre sur plus de cinquante ans[8].
- Salon des artistes français, Paris, à partir de 1935, membre du jury en 1967, membre du comité en 1968[2].
- Claude Robert, commissaire-priseur, vente des ateliers de Maurice Martin et Edmond Daynes, Hôtel Drouot, Paris, 27 mars 1969[9].

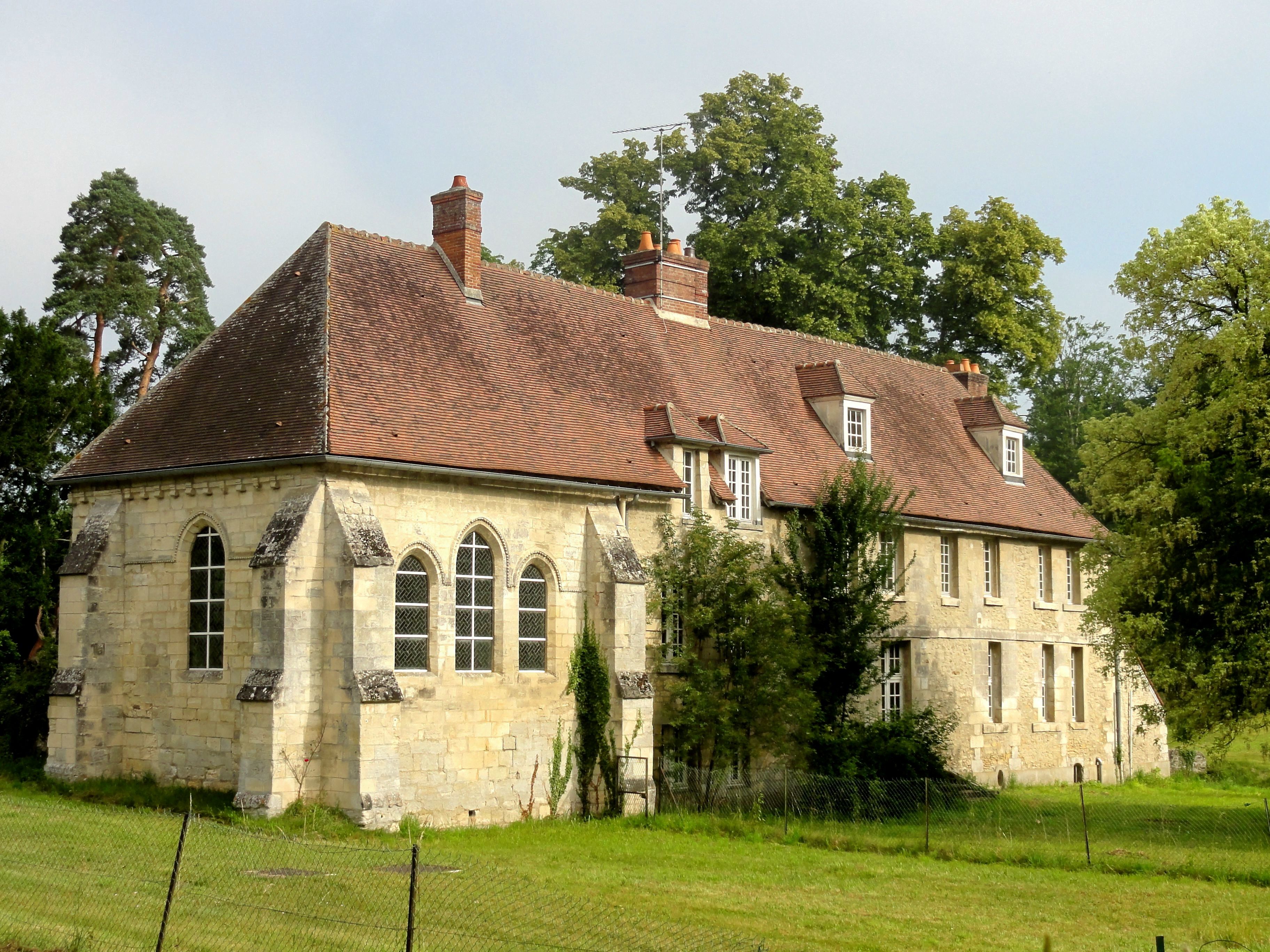
Le poste forestier de Sainte-Perine à Saint-Jean-aux-Bois

## Collections publiques
- Musée Antoine Vivenel, Compiègne, seize toiles dont : Saint-Jean-aux-Bois[6], La route de Saint-Jean-aux-Bois sous la neige, L'église de Croutoy près de Cuise-la-Motte, La grande rue de Villeneuve-sur-Verberie (50x65cm), Paysage - église du Compiégnois (46x65cm), Ferme dans la campagne, Poste forestier de Sainte-Perine, Poste forestier des Fortes Haies, Le quai de Perros Guirec, Vue d'un port de mer, Portrait de femme peintre (61x50cm), Portrait de peintre (65x50cm), Portrait de femme assise un livre à la main (73x92cm), Portrait d'homme, Académie d'homme[10].
- Mairie de Saint-Jean-aux-Bois, Le boulanger Roger Levert[11] avec son cheval distribuant du pain à Malassise, huile sur toile, vers 1960[12].
- Musée du Domaine départemental de Sceaux, deux toiles : Église de Fromonville et Maison de garde à Compiègne[13].

## Prix et distinctions
- Médaille d'or du Salon des artistes français, 1964.
- Prix Corot, 1964.